# Thomasomys niveipes
Thomasomys niveipes är en däggdjursart som först beskrevs av Thomas 1896.  Thomasomys niveipes ingår i släktet paramoråttor, och familjen hamsterartade gnagare. IUCN kategoriserar arten globalt som livskraftig. Inga underarter finns listade i Catalogue of Life.
Arten förekommer i bergstrakter i centrala Colombia. Den lever i regioner som ligger högre än 2600 meter över havet. Habitatet utgörs av bergsskogar och landskapet Páramo. Individerna är aktiva på natten och undviker öppna områden som skogsgläntor. De äter växtdelar och smådjur.